# Фердинанд II (Тирол)
Вижте пояснителната страница за други личности с името Фердинанд II.
Фердинанд II (на немски: Ferdinand II; * 14 юни 1529, Линц; † 24 януари 1595) от фамилията Хабсбург, е ерцхерцог на Австрия и княжески граф на Тирол от 1564 г., щатхалтер на Бохемия (1547 – 1567).

## Живот

### Произход и управление
Той е вторият син на римско-немския крал и по-късен император Фердинанд I (1503 – 1564) и на Анна Ягелонина (1503 – 1547). Брат е на император Максимилиан II.
През 1547 г. баща му го поставя начело на управлението на Бохемия. През 1556 г. той ръководи похода против турците в Унгария.
След смъртта на баща му през 1564 г. Фердинанд получава според завещанието му владението на Тирол и австрийския Форланде (Форарлберг, Брайсгау, Маркграфство Бургау и други). По желание на Максимилиан II той остава обаче до 1567 г. като бохемски щатхалтер в Прага.

### Изкуство
Фердинанд е образован, обича изкуството и говори няколко езика. През късните му години той е много обичан.
При него работи фламандският художник и автор на гравюри Антон Бойс (наречен Антон Вайс; (* между 1530 и 1550; † края на 1593). Като придворен художник на ерцхерцог Фердинанд II, Бойс рисува поредица от съвременни и исторически портрети на членовете на императорската династия Хабсбурги. Сега неговата колекция се намира в Музея на история на изкуството във Виена.
Съществува предположение, че именно Фердинанд II е противника на саксонския курфюрст Йохан Фридрих Великодушния на картината от 1548 година „Курфюрст Йохан Фридрих Великодушни играе шах с испански дворянин“. То се опира на несъмнено негово портретно сходство с персонажа, изобразен на картината.

### Замък Амбрас
Фердинанд II през 1563 година става суверен на провинция Тирол. Той наема италиански архитекти за преустройване на средновековната крепост в ренесансов замък „Амбрас“ в Инсбрук. В замъка Амбрас той създава великолепни колекции от картини, скулптури, оръжия, украшения и т.н.
- Замъка на гравюра, Матеус Мериан
- Корал
- Рицарски доспехи
- Испанската зала

### Смърт
Ерцхерцог Фердинанд умира на 24 януари 1595 г. Заради сключения договор неговите деца нямат право на наследство и така Тирол попада след смъртта му отново на другите две хабсбургски линии: на Рудолф II и Максимилиан III Хабсбург.

## Фамилия
От 1557 г. той е женен тайно за Филипина Велзер (* 1527, † 24 април 1580), дъщеря на патриций от Аугсбург, която му ражда няколко деца. През 1561 г. император Фердинанд I признава брака му, при условие че се пази в тайна. Децата получават името „фон Австрия“, и могат да имат претенции, само ако цялата мъжка фамилия Хабсбург измре. Те имат децата:
- Андреас Австрийски (1558 – 1600), кардинал и щатхалтер на Нидерландия (1598 – 1600)
- Карл фон Бургау (1560 – 1618), маркграф на Бургау
- Филип (1562 – 1563) и Мария (1562 – 1563)

Още когато съпругата му е жива, той иска през 1573 г. ръката на своята седемгодишна племенница Ана Катерина Гонзага (* 17 януари 1566, † 3 август 1621, като монахиня), дъщеря на херцог Гулелмо Гонзага, от Мантуа и Елеонора Австрийска (по-малката сестра на Фердинанд). След смъртта на Филипина през 1580 г., той се жени на 14 май 1582 г. в Мантуа за втори път за своята вече 16-годишна племенница Ана Катерина Гонзага. Те имат децата:
- Мария (1583 – 1584)
- Анна Катерина (1584 – 1649), монахиня
- Анна Тиролска (1585 – 1618) – омъжена за братовчед си император Матиас

- портрет на Фердинанд, худ. Лукас Кранах Стари
- Филипина Велзер,
 първа съпруга
- Ана Катерина Гонзага,
втора съпруга